# Tony Arbolino
Tony Arbolino (Garbagnate Milanese, Italia, 3 de agosto de 2000) es un piloto de motociclismo italiano. Compite en el Campeonato Mundial de Motociclismo, resultando subcampeón de la categoría de Moto3 en 2020 y de Moto2 en 2023. Actualmente corre en Moto2 con el equipo Pramac Yamaha.

## Biografía
En 2017, Arbolino debutó en el Campeonato Mundial de Moto3 con una Honda NSF250R del equipo SIC58 Squadra Corse, su compañero de equipo fue el japonés Tatsuki Suzuki. En esta temporada solo pudo puntuar en una sola carrera, terminó 14.º en el Gran Premio de la República Argentina sumando sus únicos dos puntos de la temporada. Terminó su temporada debut en el 34.º puesto con 2 puntos.
En 2018, pasó a manejar la Honda del equipo Marinelli Snipers Team, siendo el único piloto del equipo. En el Gran Premio de la República Argentina, consiguió su primera Pole Position en la categoría, además obtuvo otra pole position en la última carrera de la temporada en Valencia. En la temporada empezó a mostar su velocidad, terminó nueve carreras dentro de la zona de puntos y en seis de ellas en el top-ten. Su mejor resultado en la temporada fue el sexto puesto en el Gran Premio de Japón, otros resultados destacados fueron dos séptimos puestos en los grandes premios de Francia e Italia y el octavo puesto en el Gran Premio de Malasia. Terminó la temporada en el 18.º puesto con 57 puntos.
En 2019, se mantuvo en el mismo equipo, ahora renombrado VNE Snipers, teniendo de compañero de equipo a su campatriota Romano Fenati. Esta fue la temporada de su gran depegue, consiguió su primer podio mundialista al terminar en el tercer lugar en Argentina y cuatro fechas después consiguió su primera victoria en el Gran Premio de Italia, en Mugello después de largar desde la pole position y dos fechas después en los Países Bajos, consiguió su segunda victoria de la temporada. Después de las vacaciones, en la República Checa terminó tercero después de largar desde la pole position, una semana más tarde finalizó segundo en Austria, repitió el segundo puesto en Gran Bretaña largando desde la pole y su último podio de la temporada se dio en el Gran Premio de San Marino, donde terminó en la tercera posición. Terminó la temporada en la cuarta posición con 175 puntos.
Para 2020, se mantiene por tercera temporada consecutiva en el equipo siendo acompañado en esta oportunidad por el checo Filip Salač.

## Resultados

### Campeonato mundial junior FIM CEV Moto3
| Temp. | 1       | 2       | 3       | 4      | 5       | 6      | 7      | 8     | 9      | 10     | 11      | 12      | Pos. | Pts. |
| ----- | ------- | ------- | ------- | ------ | ------- | ------ | ------ | ----- | ------ | ------ | ------- | ------- | ---- | ---- |
| 2014  | JER     | JER     | LMS     | ARA    | CAT     | CAT    | ALB    | NAV   | ALG    | VAL 16 | VAL Ret |         | NC   | 0    |
| 2015  | ALG 21  | LMS DNS | CAT Ret | CAT 22 | ARA Ret | ARA 12 | ALB 11 | NAV 7 | JER 16 | JER 5  | VAL Ret | VAL 4   | 12.º | 42   |
| 2016  | VAL Ret | VAL 15  | LMS 14  | ARA 6  | CAT Ret | CAT 2  | ALB 10 | ALG 5 | JER 17 | JER 1  | VAL Ret | VAL DNS | 9.º  | 75   |

### Campeonato del Mundo de Motociclismo
Sistema de puntuación de 1993 hasta 2022:
| Posición | 1.º | 2.º | 3.º | 4.º | 5.º | 6.º | 7.º | 8.º | 9.º | 10.º | 11.º | 12.º | 13.º | 14.º | 15.º |
| Puntos   | 25  | 20  | 16  | 13  | 11  | 10  | 9   | 8   | 7   | 6    | 5    | 4    | 3    | 2    | 1    |

Sistema de puntuación desde 2023 en adelante:
| Posición       | 1.º | 2.º | 3.º | 4.º | 5.º | 6.º | 7.º | 8.º | 9.º | 10.º | 11.º | 12.º | 13.º | 14.º | 15.º |
| Puntos         | 25  | 20  | 16  | 13  | 11  | 10  | 9   | 8   | 7   | 6    | 5    | 4    | 3    | 2    | 1    |
| Carrera sprint | 12  | 9   | 7   | 6   | 5   | 4   | 3   | 2   | 1   |      |      |      |      |      |      |

#### Por categoría
| Cat.  | Temporadas    | 1.er Gran Premio | 1.er Podio     | 1.ª Victoria  | Carreras | Victorias | Podios | Poles | V.Ráp. | Pts. | CM |
| ----- | ------------- | ---------------- | -------------- | ------------- | -------- | --------- | ------ | ----- | ------ | ---- | -- |
| Moto3 | 2017–2020     | Catar 2017       | Argentina 2019 | Italia 2019   | 69       | 3         | 12     | 6     | 1      | 404  | 0  |
| Moto2 | 2021–Presente | Catar 2021       | Américas 2022  | Américas 2022 | 77       | 6         | 16     | 1     | 4      | 638  | 0  |
| Total | 2017–Presente | 2017–Presente    | 2017–Presente  | 2017–Presente | 146      | 9         | 28     | 7     | 5      | 1042 | 0  |

#### Por temporada
| Temp. | Cat.  | Moto       | Equipo                   | Carreras | Victorias | Podios | Poles | V.Ráp. | Pts.  | Pos. |
| ----- | ----- | ---------- | ------------------------ | -------- | --------- | ------ | ----- | ------ | ----- | ---- |
| 2017  | Moto3 | Honda      | SIC58 Squadra Corse      | 18       | 0         | 0      | 0     | 0      | 2     | 34.º |
| 2018  | Moto3 | Honda      | Marinelli Snipers Team   | 18       | 0         | 0      | 2     | 1      | 57    | 18.º |
| 2019  | Moto3 | Honda      | VNE Snipers              | 19       | 2         | 7      | 3     | 0      | 175   | 4.º  |
| 2020  | Moto3 | Honda      | Rivacold Snipers Team    | 14       | 1         | 5      | 1     | 0      | 170   | 2.º  |
| 2021  | Moto2 | Kalex      | Liqui Moly Intact GP     | 18       | 0         | 0      | 0     | 0      | 51    | 14.º |
| 2022  | Moto2 | Kalex      | Elf Marc VDS Racing Team | 20       | 3         | 5      | 0     | 2      | 191.5 | 4.º  |
| 2023  | Moto2 | Kalex      | Elf Marc VDS Racing Team | 20       | 3         | 8      | 0     | 1      | 249.5 | 2.º  |
| 2024  | Moto2 | Kalex      | Elf Marc VDS Racing Team | 19       | 0         | 3      | 1     | 1      | 146   | 10.º |
| 2025  | Moto2 | Boscoscuro | Pramac Yamaha            |          |           |        |       |        | *     | *    |
| Total | Total | Total      | Total                    | 146      | 9         | 28     | 7     | 5      | 1042  |      |

- * Temporada en curso.

#### Carreras por año
| Año  | Cat.  | Moto       | 1      | 2      | 3      | 4       | 5       | 6       | 7       | 8       | 9       | 10      | 11      | 12     | 13      | 14     | 15     | 16      | 17      | 18      | 19      | 20     | 21  | 22  | Pos. | Pts.  |
| 2017 | Moto3 | Honda      | QAT 24 | ARG 14 | AME 20 | SPA 23  | FRA 22  | ITA 21  | CAT 24  | NED Ret | GER Ret | CZE 16  | AUT 17  | GBR 25 | RSM Ret | ARA 26 | JPN 23 | AUS 18  | MAL 22  | VAL 25  |         |        |     |     | 34.º | 2     |
| 2018 | Moto3 | Honda      | QAT 17 | ARG 10 | AME 20 | SPA Ret | FRA 7   | ITA 7   | CAT Ret | NED 17  | GER 17  | CZE 15  | AUT 9   | GBR C  | RSM 11  | ARA 16 | THA 14 | JPN 6   | AUS Ret | MAL 8   | VAL Ret |        |     |     | 18.º | 57    |
| 2019 | Moto3 | Honda      | QAT 16 | ARG 3  | AME 6  | SPA 17  | FRA Ret | ITA 1   | CAT Ret | NED 1   | GER 15  | CZE 3   | AUT 2   | GBR 2  | RSM 3   | ARA 10 | THA 10 | JPN Ret | AUS 9   | MAL 9   | VAL Ret |        |     |     | 4.º  | 175   |
| 2020 | Moto3 | Honda      | QAT 15 | SPA 3  | AND 10 | CZE 8   | AUT 7   | EST 2   | RSM 6   | ERM 11  | CAT 2   | FRA 2   | ARA     | TER 10 | EUR 4   | VAL 1  | POR 5  |         |         |         |         |        |     |     | 2.º  | 170   |
| 2021 | Moto2 | Kalex      | QAT 16 | DOH 11 | POR 16 | SPA 21  | FRA 4   | ITA 7   | CAT 13  | GER 16  | NED Ret | EST 17  | AUT 13  | GBR 18 | ARA 9   | RSM 15 | AME 6  | ERM Ret | ALG 20  | VAL 23  |         |        |     |     | 14.º | 51    |
| 2022 | Moto2 | Kalex      | QAT 5  | INA 8  | ARG 6  | AME 1   | POR Ret | SPA 3   | FRA Ret | ITA 4   | CAT 10  | GER 10  | NED 7   | GBR 12 | AUT Ret | RSM 7  | ARA 5  | JPN 6   | THA 1   | AUS Ret | MAL 1   | VAL 3  |     |     | 4.º  | 191.5 |
| 2023 | Moto2 | Kalex      | POR 3  | ARG 1  | AME 2  | SPA 4   | FRA 1   | ITA 2   | GER 2   | NED 7   | GBR 10  | AUT 6   | CAT 17  | RSM 4  | IND 2   | JPN 11 | INA 6  | AUS 1   | THA 4   | MAL 10  | QAT 10  | VAL 16 |     |     | 2.º  | 249.5 |
| 2024 | Moto2 | Kalex      | QAT 20 | POR 12 | AME 11 | SPA 7   | FRA 8   | CAT 9   | ITA 16  | NED 6   | GER 9   | GBR Ret | AUT 5   | ARA 2  | RSM 3   | ERM 3  | INA 7  | JPN 11  | AUS 8   | THA Ret | MAL 5   | SLD 13 |     |     | 10.º | 149   |
| 2025 | Moto2 | Boscoscuro | THA 13 | ARG 11 | AME 2  | QAT 20  | SPA 15  | FRA Ret | GBR 14  | ARA 17  | ITA 18  | NED 13  | GER Ret | CZE 19 | AUT     | HUN    | CAT    | RSM     | JPN     | INA     | AUS     | MAL    | POR | VAL | 17.º | 34    |

| Color     | Resultado                                                               |
| --------- | ----------------------------------------------------------------------- |
| Oro       | Ganador                                                                 |
| Plata     | 2.ª plaza                                                               |
| Bronce    | 3.ª plaza                                                               |
| Verde     | Finalizó en los puntos                                                  |
| Azul      | Finalizó sin puntos                                                     |
| Azul      | NC - No clasificado                                                     |
| Violeta   | Ret - No terminó (Carrera)                                              |
| Rojo      | DNQ - No se clasificó                                                   |
| Negro     | DSQ - Descalificado                                                     |
| Blanco    | DNS - No empezó (carrera)                                               |
| Blanco    | WD - Retirado (fin de semana)                                           |
| Blanco    | C - Carrera cancelada                                                   |
| Sin color | DNP - Inscrito pero no participó                                        |
| Sin color | INJ - Lesionado                                                         |
| Sin color | EX - Excluido                                                           |
| Estado    | Resultado                                                               |
| Negrita   | Pole position                                                           |
| Cursiva   | Vuelta rápida                                                           |
| †         | Abandona, pero clasifica al completar el porcentaje requerido para ello |